# Inhumans
Inhumans – fikcyjna rasa superludzi, znana z licznych serii komiksowych wydawanych przez Marvel Comics, oraz różnych adaptacji, bazujących na komiksowych publikacjach. Jego twórcami są Stan Lee i Jack Kirby, zadebiutowała ona w Fantastic Four #45 z 1965 roku. Ich dom, Attilan, został wspomniany kilka lat wcześniej w Captain America Comics #1 z 1941 roku.

## Historia rasy
Rasa powstała jako eksperyment genetyczny rasy Kree na ludziach, który doprowadził do powstania nowej rasy Inhumans, posiadającej szczególne zdolności. Kree porzuciło eksperymenty w obawie, że doprowadzą one do anomalii, które ostatecznie zniszczą ich rasę. Wkrótce Inhumans utworzyli własne społeczeństwo, które rozwijało się w odosobnieniu od reszty ludzkości i opracowało zaawansowaną technologię. Eksperymenty z mutagennym Terrigen Mist (proces znany jako Terrigenesis) dał im różne zdolności, ale spowodował również trwałe uszkodzenia genetyczne i deformacje.
Przywódcą rasy jest Black Bolt oraz jego Rodzina Królewska, często współdziałają oni z Fantastyczną Czwórką i Avengers.

## Rodzina Królewska

### Black Bolt
Black Bolt (prawdziwa tożsamość: Blackagar Boltagon) – król Inhumans oraz mąż Medusy, ojciec Ahury. Ma on destrukcyjny głos, dlatego głównie milczy. Przeszedł on bardzo rygorystyczny trening, aby zapobiec nawet niekontrolowanemu wydawaniu dźwięków podczas snu. Antena na jego czole umożliwia mu kontrolowane wykorzystanie głosu.

### Medusa
Medusa (prawdziwa tożsamość: Medusalith Amaquelin Boltagon) – kuzynka oraz żona Black Bolta oraz królowa Inhumans. Jest matką Ahury i starszą siostrą Crystal. Medusa ma bardzo silne i chwytne włosy, którymi może podnosić bardzo ciężkie rzeczy.

### Crystal
Crystal (prawdziwa tożsamość: Crystalia Amaquelin Maximoff) – siostra Medusy, była żona Quicksilvera, matka Luny. Potrafi manipulować ziemią, powietrzem, ogniem i wodą.

### Gorgon
Gorgon – kuzyn Medusy i Black Bolta. Posiada nogi wyglądające jak nogi byka, którymi może powodować fale uderzeniowe o sile trzęsienia ziemi.

### Karnak
Karnak – kuzyn Black Bolta. Jest księdzem i filozofem. Nie zdecydował się na Terrigenesis, przez co nie posiada on szczególnych zdolności. Mimo wszystko posiada dar wyczuwania słabych punktów przeciwnika oraz zna sztuki walki.

### Triton
Triton – brat Karnaka. Ma rybie cechy fizyczne oraz umiejętności, może oddychać pod wodą, pływać bardzo szybko oraz jest odporny na ciśnienie w głębinach.

### Lockjaw
Lockjaw – duży buldog, który służy jako transportowiec dla Rodziny Królewskiej. Potrafi on się również teleportować w wybrane miejsce.

### Maximus the Mad
Maximus the Mad (prawdziwa tożsamość: Maximus Boltagon) – brat Black Bolta, który próbuje zająć jego miejsce. Ma zdolność kontroli umysłu.

### Ahura
Ahura (prawdziwa tożsamość: Ahura Boltagon) – syn Medusy i Black Bolta. Ma umiejętność telepatii.

### Luna
Luna (prawdziwa tożsamość: Luna Maximoff) – córka Crystal i Quicksilvera. Posiada umiejętność uzdrawiania.

## Adaptacje

### Telewizja
- Agenci T.A.R.C.Z.Y. (2013–)
- Inhumans (2017)

Seriale związane z Filmowym Uniwersum Marvela. 

### Marvel Studios
W 2014 roku został zapowiedziany film Inhumans z premierą w 2019 roku, ostatecznie studio zrezygnowało z jego produkcji.